# Gust salat
El gust salat és un dels cinc gustos i respon a la capacitat específica de les papil·les gustatives ubicades en ambdós costats de la part davantera de la llengua. La detecció es fa mitjançant canals iònics capaços de detectar els ions solubles de Na+, K+ i d'altres metalls alcalins. La sal comuna afegida a un aliment té efectes potenciadors del seu sabor. S'ha descobert a començaments del segle xxi que existeix un receptor del gust salat denominat ENaC (Epithelial Sodium (Na) Channel).

## Química del gust salat

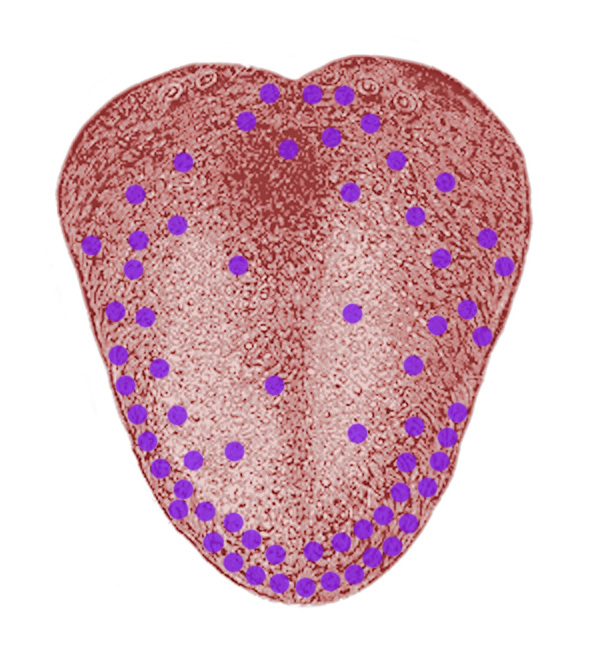
Punts específics de la llengua on es detecta el gust salat

Per regla general, notem gust salat en prendre el que denominem sal i percebem més la seva sensació com més baix és el seu pes molecular. Contràriament, les sals amb alt pes molecular tenen un gust més aviat amarg. La sal més corrent en l'alimentació humana és el NaCl, que en dissolucions a molt baixa concentració és percebut com a dolç, mentre que a altes concentracions és amarg. Normalment, però, és, com el seu nom indica, salat. Tot això representa un mecanisme complex de detecció sensorial i interpretació del que és salat. No totes les sals proporcionen un sabor salat; per exemple, algunes sals de plom són dolces. En algunes ocasions, s'empra el glutamat monosòdic com a sabor umami (proper al salat).

## Aliments salats i percepció
La interrelació existent entre el gust dolç i el salat s'ha posat de manifest en l'abundància d'ingredients i aliments oposats en les cuines tradicionals. No obstant això, hi ha investigacions de laboratori realitzades sobre aquest aspecte i s'ha demostrat que també reacciona i potencia altres gustos
S'ha comprovat en experiments que els nadons solen ser indiferents o bé rebutgen les solucions salades. Tanmateix, ja als 4 mesos mostren una preferència pel sabor salat. Aquest és un canvi que els fa més aptes per a acceptar els aliments sòlids que hauran d'ingerir posteriorment. En les cuines asiàtiques, s'empra freqüentment com a condiment salat la salsa de soja i la de peix.